# 올랜도 파이리츠 FC
올랜도 파이리츠 FC(Orlando Pirates Football Club)는 남아프리카공화국의 요하네스버그를 연고지로 하는 축구 클럽이다. 1937년에 설립되었으며 같은 지역에 연고를 두고 있는 카이저 치프스 FC와 라이벌 관계를 형성하고 있다. (소웨토 더비)
1995년 아프리칸 챔피언스 클럽컵에서 우승을 차지하였다. 이 자격으로 1996년 아프로 아시안 클럽 챔피언십에도 참가하였는데, 대한민국의 천안 일화 천마에게 0:5로 대패(요하네스버그 0:0, 서울 0:5)하여 준우승에 머물렀다.

## 선수 명단

### 현역
참고: FIFA 자격 규정에 따라 소속된 국가대표팀 국기를 표시합니다. 선수는 복수의 FIFA 비회원국 국적을 가지고 있을 수 있습니다.
| 번호 | 포지션 | 국적              | 이름                 |
| ---- | ------ | ----------------- | -------------------- |
| 6    | DF     | 나이지리아        | 올리사 은다          |
| 7    | MF     | 나미비아          | 디온 호토 카벤드지   |
| 11   | FW     | 앙골라            | 지우베르투           |
| 14   | FW     | 남아프리카 공화국 | 모나풀레 케네스 살렝 |
| 17   | FW     | 남아프리카 공화국 | 에비던스 막고파      |

| 번호 | 포지션 | 국적             | 이름                 |
| ---- | ------ | ---------------- | -------------------- |
| 25   | MF     | 콩고 민주 공화국 | 킴뷔디 케이키에 카림 |